# Randoll Coate
Gilbert Randoll Coate (* 8. Oktober 1909 in Lausanne; † 2. Dezember 2005 in Le Rouret, Frankreich) war ein britischer Geheimdienstler, Diplomat, Amateurdesigner und Gelegenheitsautor. Er entwarf zahlreiche Hecken-Irrgärten, Rasen- und Pflasterlabyrinthe für private und öffentliche Auftraggeber.

## Jugend und Kriegsdienst
Nach seiner Schulzeit studierte Coate Französisch und Deutsch am Oriel College in Oxford. Er schloss sein Studium 1931 ab. Wegen seiner Sprachenkenntnisse wurde er im Zweiten Weltkrieg von der britischen Regierung zum Verhör von Kriegsgefangenen eingesetzt. 1941 nahm er an einer umfangreichen militärischen Operation in Norwegen teil, die den deutschen Truppen große Verluste bereitete. Weitere Einsätze folgten in Südfrankreich und, 1944, in Griechenland.

## Diplomatische Laufbahn
Coates Tätigkeit für das britische Außenministerium begann im März 1946. Mit der Ernennung zum Vizekonsul in Léopoldville 1949 war der Grundstein für die weitere diplomatische Laufbahn gelegt. Sie führte ihn 1951 nach Rom, 1952 nach Den Haag. 1955 heiratete er Pamela Dugdale Moore, eine unbekannt gebliebene Malerin. Nach einer Beförderung im selben Jahr wurde Coate 1956 nach Buenos Aires, 1959 nach Stockholm und, nach einer weiteren Beförderung, 1962 nach Brüssel versetzt. Er trat 1967 in den Ruhestand.

## Künstlerische Tätigkeit
Mit einem aus Eibenhecken geformten Irrgarten in Lechlade Mill (Großbritannien), der die Form eines über sechzig Meter langen Fußabdrucks hat, begann 1975 Coates künstlerische Karriere. Irrgärten in symbolischer Form hatte es bis zu diesem Zeitpunkt nicht gegeben. Es folgte 1978 in Värmlands Säby (Schweden) eine eiförmige Anlage, die auf den Namen des Auftraggebers anspielte und ein Falken-Ei darstellt. Zusammen mit Adrian Fisher gründete er eine Firma, die sich der Planung, dem Verkauf und dem Bau von Irrgärten in aller Welt widmete. Einer seiner größten Entwürfe ist das Marlborough Maze in Blenheim Palace. Coate plante auch Rasen- und Pflasterlabyrinthe. Zu seinen letzten Entwürfen zählt ein Hecken-Irrgarten in Buenos Aires für Jorge Luis Borges, mit dem er befreundet war. Die Anlage in Form eines aufgeschlagenen Buches entstand 2001.
Coate entwarf etwa fünfzig Irrgärten und Labyrinthe in verschiedenen Ländern; viele sind unbekannt geblieben, da sie für private Auftraggeber angelegt wurden. Seine symbolischen Entwürfe, die sich häufig aus Teilen stilisierter Tierdarstellungen zusammensetzen, sind häufig mit esoterischen Bedeutungen verknüpft. Coate starb am 2. Dezember 2005 im Alter von 96 Jahren in Le Rouret. Er hinterließ seine Frau und zwei Töchter.

## Gartenkünstlerisches Werk (Auswahl)
- Imprint, Lechlade Mill, Gloucestershire (Großbritannien), Hecken-Irrgarten aus Eibe, 1975.
- Skapelse, Värmlands Säby herrgård, Nybble, Värmlands län (Schweden), Hecken-Irrgarten aus Ähriger Felsenbirne, 1979.
- Beazer Maze, Bath, Somerset (Großbritannien), Rasenlabyrinth mit Mosaik, 1984.
- Sun Maze, Longleat House, Warminster (Wiltshire), Irrgarten mit niedrigen Hecken aus Buchsbaum, 1996.
- El laberinto de Borges, San Rafael, Mendoza (Argentinien), Hecken-Irrgarten aus Buchsbaum, 2001.

## Veröffentlichungen
- Mont Athos, la sainte montagne. Grenoble 1948 (gemeinsam mit Simonne Jourdan-Laforte).
- Mazes, past, recent and presently. In: Lustgården, Arsskrift för Föreningen för Dendrologi och Parkvård, Jg. 59, 1978, S. 60–67.
- A celebration of mazes. Saint Alban’s 1986 (gemeinsam mit Adrian Fisher und Graham Burgess).